# Saint-Pierre-du-Mesnil
Saint-Pierre-du-Mesnil är en kommun i departementet Eure i regionen Normandie i norra Frankrike. Kommunen ligger i kantonen Beaumesnil som tillhör arrondissementet Bernay. År 2018 hade Saint-Pierre-du-Mesnil 93 invånare.

## Befolkningsutveckling
Antalet invånare i kommunen Saint-Pierre-du-Mesnil
Referens:INSEE